# 전영선 (바둑 기사)
전영선(한국 한자: 田永善 전영선, 1949년 10월 23일~2002년 11월 21일)은 대한민국의 전직 바둑 기사로, 전북 전주 출생이다.

## 약력
전북 전주시 출신으로 1968년 프로 바둑에 입단했다. 1970년과 1987년 패왕전 본선, 1989년 제33기 국수전과 바둑왕전, 동양증권배 본선에 진출했다. 1990년 제7기 박카스배와 1992년 제32기 최고위전, 1993년 명인전과 한국이동통신배 본선에 올랐다. 1995년 7단 승단했다. 2002년 지병으로 별세했다.